# Arthrodamaeus cereus
Arthrodamaeus cereus är en kvalsterart som beskrevs av Subías, Arillo och J. Subías 1997. Arthrodamaeus cereus ingår i släktet Arthrodamaeus och familjen Gymnodamaeidae. Inga underarter finns listade i Catalogue of Life.